# إندريت هيسيناغولي
إندريت هيسيناغولي (بالألبانية: Endrit Hysenagolli‏) مواليد 5 يوليو 1988 في تيرانا، هو لاعب كرة سلة ألباني. بدأ مسيرته الاحترافية في سنة 2003. يحمل الرقم 14. يبلغ طوله 6 قدم 10.5 بوصة (2.1 م).

## المسيرة الاحترافية
لعب مع نادي بارتيزاني تيرانا لكرة السلة، ثم لعب مع نادي تيرانا لكرة السلة في سنة 2012، ثم لعب مع نادي كامزا لكرة السلة في موسم 2012–2013، ثم لعب مع نادي تيرانا لكرة السلة في سنة 2016.

## روابط خارجية
- إندريت هيسيناغولي على موقع الاتحاد الدولي لكرة السلة (الإنجليزية)
- إندريت هيسيناغولي على موقع كرة السلة الأوروبية.كوم (الإنجليزية)
- إندريت هيسيناغولي على موقع ريلجم (الإنجليزية)
- إندريت هيسيناغولي على موقع بروبوليرز (الإنجليزية)